# Череаљио (Торино)
Череаљио је насеље у Италији у округу Торино, региону Пијемонт.
Према процени из 2011. у насељу је живело 21 становника. Насеље се налази на надморској висини од 268 м.